# Medicago murex
Medicago murex es una especie botánica leguminosa del género Medicago. Se encuentra en toda la cuenca mediterránea. Forma una relación simbiótica con la bacteria Sinorhizobium meliloti, que es capaz de la fijación de nitrógeno.

## Descripción
Son plantas anuales, glabrescentes. Tiene tallos que alcanzan un tamaño de 20-60 cm de altura, decumbentes o ascendentes. Folíolos de 5-17 x 4-15 mm, de obcuneiformes a obcodiformes, dentados en la parte superior. Las inflorescencias pedunculadas de 15-25 mm, con 1-3 flores. Corola con alas aproximadamente tan largas como la quilla, amarilla. El fruto es una legumbre de 6-7 mm de diámetro, elipsoidea o esferoidal, con 5-8 vueltas muy apretadas de margen plano y estriado, espinosa. Semillas reniformes, lisas. Tiene un número de cromosomas de 2n = 14, 16. Florece y fructifica de abril a junio.

## Distribución y hábitat
Se encuentra en herbazales de taludes y cultivos; a una altitud de 0-300 megtros en la región mediterránea. Dispersa por la Ppenínsula ibérica y las Islas Baleares.

## Taxonomía
Medicago murex fue descrita por Carl Ludwig Willdenow y publicado en Species Plantarum. Editio quarta 3(2): 1410. 1802.
Etimología
Medicago: nombre genérico que deriva del término latíno medica, a su vez del griego antiguo: μηδική (πόα) medes que significa "hierba".
murex: epíteto
Sinonimia
- Medicago lesinsii F.Small
- Medicago murex subsp. sphaerocarpos (Bertol.) K.A.Lesins & I.Lesins
- Medicago sicula Tod.
- Medicago sorrentinii Tod.
- Medicago sphaerocarpos Bertol.[4][5]